# Nordrupvester Sogn
Nordrupvester Sogn 
ist eine Kirchspielsgemeinde (dän.: Sogn)
auf der Insel Sjælland im südlichen Dänemark.
Bis 1970 gehörte sie zur Harde Slagelse Herred im damaligen Sorø Amt, danach zur Slagelse Kommune im Vestsjællands Amt, die im Zuge der  Kommunalreform zum 1. Januar 2007 in der „neuen“ Slagelse Kommune in der Region Sjælland aufgegangen ist.
Im Kirchspiel leben 346 Einwohner (Stand: 1. Januar 2023).
Im Kirchspiel liegt die Kirche „Nordrupvester Kirke“.
Nachbargemeinden sind im Süden Sorterup Sogn und im Südwesten Sønderup Sogn, ferner in der nördlich benachbarten Kalundborg Kommune Ørslev Sogn und in der östlich benachbarten Sorø Kommune im Norden Skellebjerg Sogn, im Nordosten Tersløse Sogn und Munke Bjergby Sogn und im Osten Bromme Sogn.